# Francis Crick
Francis Harry Compton Crick, OM, FRS, angleški molekularni biolog, biokemik, fizik in nevrobiolog, * 8. junij 1916, Weston Favell, Northamptonshire, Anglija, † 28. julij 2004, San Diego, Kalifornija, ZDA.
Crick je sprva študiral fiziko na Univerzitetnem kolidžu Londonu, a je moral študij prekiniti zaradi izbruha druge svetovne vojne. Leta 1947 je nadaljeval študij, tokrat biologije, na Univerzi v Cambridgeu. Doktoriral je leta 1954 z dizertacijo »X-ray diffraction: polypeptides and proteins« (»Rentgenska difrakcija: polipeptidi in beljakovine«).
Najbolj je znan po tem, da je bil kot doktorski študent v Cambridgeu eden od soodkriteljev zgradbe molekule DNK leta 1953. Za »odkritja na področju molekularne zgradbe nukleinskih kislin in njenega pomena pri prenosu informacij v živih snoveh« so on, James Dewey Watson in Maurice Wilkins leta 1962 prejeli Nobelovo nagrado za fiziologijo ali medicino.
Poznan je tudi po uveljavitvi izraza »centralna dogma«, ki opisuje teorijo, da je pretok genetskih informacij v celici v bistvu enosmeren, od DNA preko RNK do beljakovine. Crickove raziskave so imele ključno vlogo pri kasnejšem razvozlanju genskega koda.
Leta 1977 se je preselil v Kalifornijo, kjer je preostanek svoje kariere deloval kot raziskovalni profesor pri Salkovem inštitutu za biološke študije v La Jolli, predaval pa je tudi na Univerzi Kalifornije v San Diegu. Posvečal se je teoretični nevrobiologiji in raziskavam človekove zavesti. To delo je opravljal do svoje smrti.

## Priznanja

### Nagrade
Poleg Nobelove nagrade leta 1962 je prejel mnogo priznanj in časti, med njimi Kraljevo (leta 1972) in Copleyjevo medaljo (leta 1975) Kraljeve družbe iz Londona ter Red zaslug leta 1991. Leta 1963 je zavrnil imenovanje v red britanskega imperija in kasneje tudi viteški naziv. Kljub temu so ga pogosto napačno imenovali kot sir ali celo lord Crick.